# Праймериз Демократической партии США (2012)

Голубым выделены штаты и территории, в которых победил Барак Обама

Праймериз Демократической партии США 2012 — процесс, с помощью которого члены Демократической партии США выбрали кандидата в президенты на выборах 2012 года. Единственным кандидатом, имеющим шансы на победу, был президент США Барак Обама, он выиграл праймериз во всех штатах.

## Кандидаты праймериз

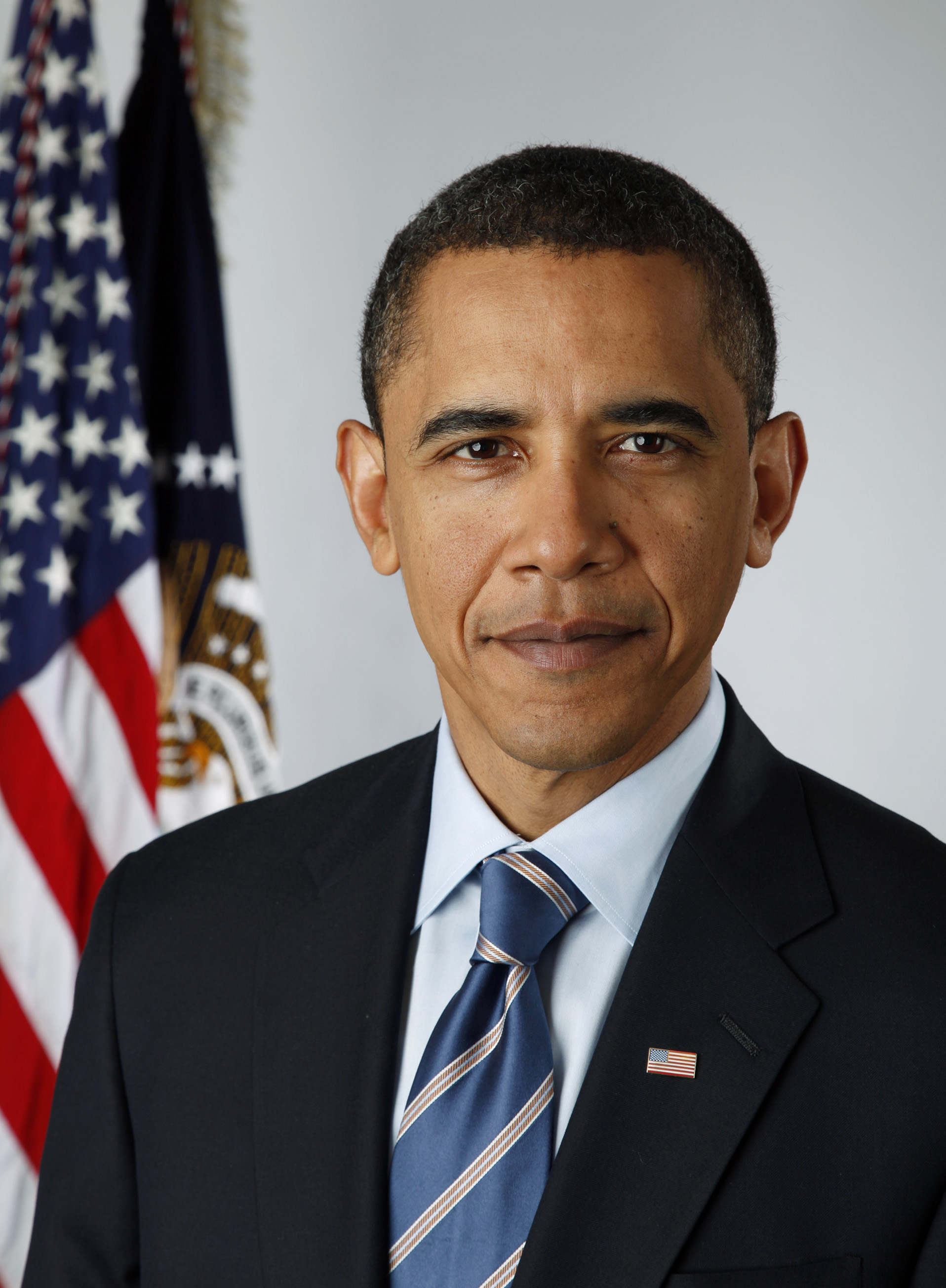
Барак Обама — единственный реальный кандидат на праймериз-2012

- Барак Обама
- Эд Коуэн
- Крэйг Фрейс
- Боб Грин
- Джон Лэвис Хэйвуд
- Роберт Йордан
- Кейт Руссел Джудд
- Роберт Молтон-Эли
- Корнелиус Эдвард О'Коннор
- Эдвард О'Доннелл
- Дарси Ричардсон
- Джим Роджерс